# Martin Mayer (Mediziner)
Martin Mayer (* 5. September 1875 in Mainz; † 17. Februar 1951 in Caracas) war ein deutscher Bakteriologe und Tropenmediziner, der 1939 als Jude emigrieren musste.

## Karriere

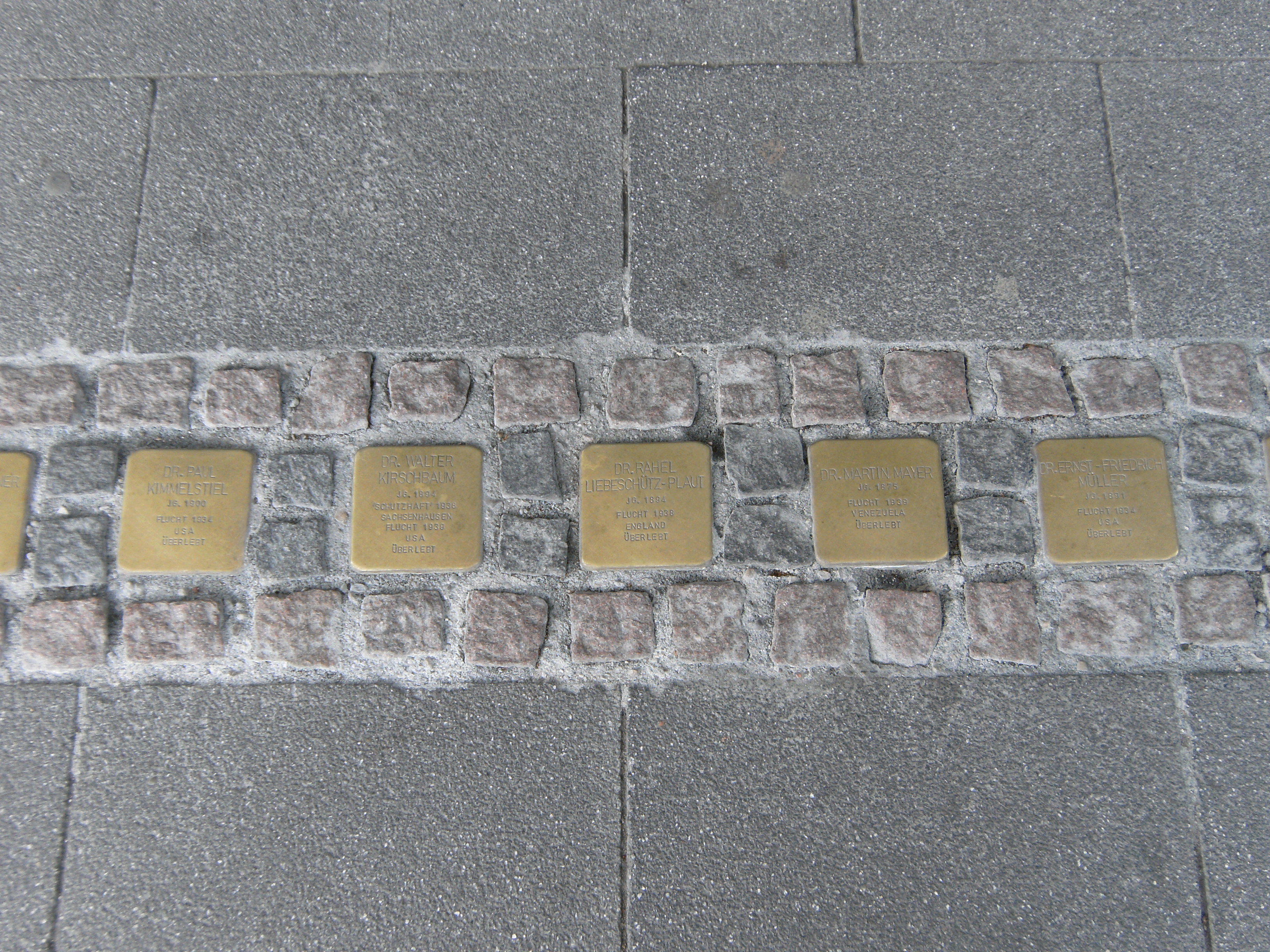
Stolpersteine vor dem Eingang zum Hauptgebäude O 10 des Universitätsklinikums Hamburg, darunter Stolperstein für Martin Mayer

Mayer approbierte 1899. Sein Lehrer war der Hamburger Tropenmediziner Bernhard Nocht. Am Hamburger Institut für Schiffs- und Tropenmedizin forschte er seit 1904 als wissenschaftlicher Assistent, von 1914 bis 1935 als Abteilungsleiter für Bakteriologie, z. B. über das Oroya-Fieber und die Schlafkrankheit. Im Rahmen dieser Tätigkeit unternahm Mayer 1906, gemeinsam mit Friedrich Fülleborn eine Reise zum Studium tropischer Krankheiten und zum Sammeln von Lehrmaterial nach Ägypten, Ceylon, Indien und Deutsch-Ostafrika. 1907/08 folgte eine weitere Expedition im Auftrag der Hamburgischen Wissenschaftlichen Stiftung zum Studium tropischer Krankheitserreger nach Deutsch-Ostafrika. Der Kolonialarzt Carl Mense übergab u. a. ihm 1916 die Schriftleitung für das Archiv für Schiffs- und Tropenhygiene. Er habilitierte sich für Parasitologie. 1916 wurde ihm der Professorentitel verliehen, 1931 wurde er zum nichtbeamteten außerordentlichen Professor ernannt. 
1935 wurde Mayer als Jude entlassen; die Lehrbefugnis war ihm schon 1934 entzogen worden. 1939 emigrierte er nach Venezuela, wo er von 1939 bis 1951 am Instituto Nacional de Higiene in Caracas tätig war. Seit 1945 war er außerdem Professor für Tropenkrankheiten an der Universidad Central de Venezuela. Ein Stolperstein vor dem Hauptgebäude des Universitätsklinikums Hamburg-Eppendorf erinnert an ihn.

## Schriften
- mit Rudolf Otto Neumann: Atlas und Lehrbuch wichtiger tierischer Parasiten und ihre Überträger. Mit besonderer Berücksichtigung der Tropenpathologie. Lehmann, München 1914.
- mit Bernhard Nocht: Die Malaria. Eine Einführung in ihre Klinik, Parasitologie und Bekämpfung. Springer, Berlin 1918; 2., erweiterte Auflage 1936.